# DeMarcus Nelson
DeMarcus De’Juan Nelson (* 2. November 1985 in Oakland, Kalifornien) ist ein ehemaliger US-amerikanisch-serbischer Basketballspieler.
Er bestritt 13 Spiele für die Golden State Warriors in der NBA. 2019 wurde er mit ASVEL Lyon-Villeurbanne französischer Meister. In Deutschland stand Nelson 2019/20 beim FC Bayern München unter Vertrag.

## Karriere
Nelson war schon während seiner Schulzeit in Kalifornien ein erfolgreicher Basketballspieler und wurde 2004 zum McDonald’s All-American Game der besten High-School-Basketballspieler des Landes eingeladen. Anschließend bekam er ein Stipendium an der Duke University, dessen Basketballmannschaft Blue Devils zu den erfolgreichsten Mannschaften in der NCAA gehört. In der Atlantic Coast Conference (ACC) erhielt er mehrere persönliche Auszeichnungen und wurde als Freshman in die Auswahl der besten Liganeulinge der ACC sowie in seinem Senior-Jahr 2008 in das „ACC-First Team“ in die Auswahl der fünf besten Spieler beziehungsweise als bester Spieler der ACC auf seiner Spielposition ausgezeichnet. Mit Duke gewann er 2005 und 2006 das Meisterschaftsturnier der ACC; in der landesweiten NCAA-Endrunde reichte es für die ambitionierte Mannschaft nach dem Meisterschaftsgewinn in der ACC jedoch nur zu zwei Teilnahmen im Achtelfinale der Sweet Sixteen, die man im Folgenden auch nicht verbessern konnte.
Nach seinen vier NCAA-Spielzeiten blieb Nelson in der NBA-Draft 2008 bei der Auswahl der künftigen NBA-Profis unberücksichtigt, bekam jedoch dann bei den Golden State Warriors an seinem Geburtsort doch noch einen Vertrag in der nordamerikanischen Liga. Überraschenderweise begann er die Saison bei den Warriors unter Trainer Don Nelson als Stammspieler auf der Position des Point Guards, was im College nicht seine angestammte Spielposition war. Damit war er der erste Spieler in der Geschichte der Warriors, der als nicht im Draftverfahren ausgewählter Spieler in seinem ersten Einsatz in einem Meisterschaftsspiel der NBA in der Anfangsaufstellung stand. Nach wenigen Einsätzen schickte Trainer Don Nelson ihn zunächst ins Farmteam Bakersfield Jam in der NBA Development League (D-League), bevor man ihn nach einem Monat in den Kader der Warriors zurückholte. Im Januar 2009 entließ man DeMarcus Nelson nach insgesamt 13 Einsätzen aus seinem Vertrag, um unter anderem für Jermareo Davidson Platz zu schaffen. Nelson ging im Anschluss nach Europa und hatte Ende Januar 2009 für den kroatischen Verein KK Zagreb unter anderem einen Einsatz in der ABA-Liga. Er konnte hier jedoch nicht überzeugen und kehrte in sein Heimatland zurück. Im März 2009 spielte er in der D-League für die Austin Toros, bevor ihn die Chicago Bulls im April 2009 kurzfristig in die NBA zurückholten. Im Sommer 2009 strichen aber auch die Bulls Nelson aus ihrem Kader, nachdem er bei ihnen ohne Einsatz geblieben war.
Nach seinem wechselhaften ersten Jahr als Profi ging Nelson zur Saison 2009/10 längerfristig nach Europa und unterschrieb einen Vertrag bei Air Avellino in der italienischen Lega Basket Serie A. Der ehemalige italienische Pokalsieger und Europapokalteilnehmer verpasste am Saisonende jedoch auf dem neunten Platz den Einzug in die Play-offs um die Meisterschaft knapp wegen des schlechteren direkten Vergleichs. Nachdem sich Nelson in der NBA Summer League 2010 im Trikot der Milwaukee Bucks erfolglos um einen erneuten Vertrag in der NBA bemüht hatte, spielte er in der Saison 2010/11 für den französischen Meister aus Cholet in der LNB Pro A. In der EuroLeague-Saison 2010/11 schieden die Westfranzosen bei ihrer Premiere auf höchstem europäischem Vereinsniveau nach der Vorrunde wegen des schlechteren direkten Vergleichs aus. Als Hauptrundenerster der nationalen Meisterschaft erreichte der Titelverteidiger erneut das Finalspiel um die Meisterschaft, das jedoch mit zwei Punkten Unterschied gegen SLUC Nancy Basket verloren ging. In der Saison 2011/12 hatte Nelson zu Beginn kurzzeitig einen Vertrag in der Basketball-Superliga beim Vizemeister aus Donezk, doch nach einem Monat kehrte er bereits im November 2011 nach Cholet zurück. Nach dem Verlust von Sammy Mejia erreichte Cholet jedoch nur den achten und letzten Play-off-Platz nach der Hauptrunde. Hier konnte man den Ersten BCM Gravelines in der ersten Runde überraschen und in die Halbfinalserie um die Meisterschaft einziehen, in der man jedoch gegen Le Mans Sarthe Basket ausschied.
Zur Saison 2012/13 bekam Nelson einen Vertrag bei Roter Stern in der serbischen Hauptstadt Belgrad. Mit dem serbischen Vizemeister zog er im Pokalwettbewerb Kup Radivoja Koraća ins Endspiel ein, wo es zu einer Neuauflage des Vorjahresfinales gegen Serienmeister KK Partizan Belgrad kam. Roter Stern konnte die Revanche gewinnen und Nelson wurde zum besten Spieler des Finales ernannt. Auch im Endspiel der ABA-Liga und der Finalserie der Meisterschaft kam es jeweils zur Auseinandersetzung mit dem Erzrivalen Partizan, die dieser dann aber jeweils gewinnen konnte. In der Vorrunde der EuroLeague-Saison 2013/14 schied Nelson mit Roter Stern bereits nach der Vorrunde aus, obwohl er am vierten Spieltag als effektivster Spieler zum „Spieler der Woche“ ernannt wurde.
Im Juni 2014 wurde er von der griechischen Spitzenmannschaft Panathinaikos Athen verpflichtet. Im Sommer 2014 nahm er die serbische Staatsbürgerschaft an. Er ging nach einem Jahr in Athen (und dem Gewinn des Pokalwettbewerbs) zum AS Monaco. Bei der vom montenegrinischen Trainer Zvezdan Mitrovic betreuten Mannschaft aus dem Fürstentum übernahm er eine Führungsrolle, verließ Monaco aber Ende Dezember 2015, um ein Angebot des spanischen Erstligisten Unicaja Malaga anzunehmen. In Malaga bestritt der Amerikaner 19 Einsätze in der Liga ACB (4,7 Punkte/Spiel), in der EuroLeague brachte er es auf 6,1 Punkte je Begegnung. Im Oktober 2016 unterschrieb er einen Vertrag beim französischen Verein ASVEL Lyon-Villeurbanne und blieb dort bis 2019. In seiner letzten Saison in Lyon (2018/19) arbeitete er wieder mit Trainer Mitrovic zusammen, der aus Monaco gekommen war. Nelson trug erheblich zum Gewinn des französischen Meistertitels bei, er wurde als bester Spieler der Finalserie ausgezeichnet.
Anfang September 2019 wechselte der US-Amerikaner zum deutschen Meister FC Bayern München. Sein Vertrag lief Anfang Januar 2020 aus, er verließ die Bayern nach 13 Bundesliga-Einsätzen (5,5 Punkte je Begegnung). Ende Januar 2020 wurde er vom französischen Erstligisten Limoges CSP verpflichtet. Bis zum Abbruch der Saison wegen der Ausbreitung der Krankheit COVID-19 kam er für die Mannschaft auf vier Einsätze. Im Juli 2020 einigte sich Nelson mit Limoges auf einen neuen Zweijahresvertrag. Mitte Dezember 2020 trennte man sich, Nelson verließ die Mannschaft aus persönlichen Gründen.